# Magnesio protoporfirina
La magnesio protoporfirina è una porfirina. È un precursore nella via biosintetica della clorofilla nell'alga verde Chlorella.